# Eger (flod)
 For alternative betydninger, se Eger (flertydig). (Se også artikler, som begynder med Eger)
Eger (tjekkisk: Ohře) er en flod i Bayern (Tyskland) og Tjekkiet, som er biflod til Elben.
Eger har sit udspring i Bayern ved foden af Fichtelgebirge nær landsbyen Weißenstadt i Landkreis Wunsiedel im Fichtelgebirge. Efter omkring 35 km krydser den grænsen til Tjekkiet.
Den løber gennem byerne Cheb, Karlovy Vary, Klášterec nad Ohří, Kadaň, Žatec, Louny og Terezín før den munder ud i Elben ved Litoměřice.
De største bifloder er Teplá, Chomutovka og Odrava. Egers afvandingsområde er på 6 255 km², hvoraf 5 614 km² er i Tjekkiet, og 641 km² er i Tyskland. Området omkring Eger indgår i det historiske Sudeterland.
Både det tyske og det tjekkiske navn på floden regnes for at gå tilbage til det keltiske Agara ('Laksefloden').